# Пириуэйко (озеро)
Пириуэйко (исп. Lago Pirihueico, от мап. pire снег, мап. hue месо и мап. ico вода) — озеро в коммуне Пангипульи, в провинции Вальдивия области Лос-Риос на юге (Чили).
Площадь поверхности — 30,45 км². Высота над уровнем моря — 586 м.
Относится к бассейну реки Вальдивия, простирающемуся от посёлка Сан-Мартин-де-лос-Андес в Аргентине до залива Корраль. Входит в число «Семи озёр». Вода из озера сбрасывается через реки Фуй и Льянкиуэ в озеро Пангипульи.
Прибрежная зона покрыта зарослями эукрифии сердцелистной (Eucryphia cordifolia), подокарпа, южного бука (Nothofagus dombeyi) и чилийского огненного куста (Embothrium coccineum). Часть побережья относится к биологическому заповеднику Уило-Уило.
На западном берегу озера находится посёлок Пуэрто-Фуй, на восточном — Пуэрто-Пириуэйко.